# المريس (بعدان)

تعديل مصدري - تعديل

المريس هي إحدى قرى عزلة الحرث بمديرية بعدان التابعة لمحافظة إب، بلغ تعداد سكانها 1184 نسمة حسب تعداد اليمن لعام 2004.